# Утешное (село)
Утешное (укр. Утішне) — село в Казанковском районе Николаевской области Украины.
Основано в 1880 году. Население по переписи 2001 года составляло 78 человек. Почтовый индекс — 56023. Телефонный код — 5164. Занимает площадь 0,325 км².

## Местный совет
56023, Николаевская обл., Казанковский р-н, с. Николо-Гулак, ул. Больничная, 1